# Assembleia de condomínio
Uma assembleia de condomínio é uma reunião periódica dos moradores de um edifício ou conjunto de edifícios que possuem uma administração comum (condomínio). Na assembleia, os moradores discutem e tomam decisões sobre assuntos relacionados ao condomínio, como orçamento, manutenção, regras, entre outros. 
Na assembleia geral ordinária, são convencionadas as normas que regerão o condomínio, a aprovação das despesas, o valor das contribuições dos condôminos, a prestação de contas, a escolha do síndico (que é o representante legal do condomínio) e o debate dos problemas daquela comunidade.
Todos os condôminos precisam ser convocados para a assembleia e se apenas um não for, a assembleia pode perder a sua validade. Por isso, é comum que o edital de convocação seja entregue com protocolo de recebimento, publicado em jornal de grande circulação ou enviado para todos os condôminos através de um aplicativo (ou sistema) para gestão condominial.
Além disso, o síndico e os moradores ainda podem convocar uma assembleia geral extraordinária para debater temas pontuais ou emergenciais. Geralmente, as assembleias extraordinárias são convocadas quando há um assunto relevante e que não pode aguardar até a próxima assembleia ordinária.

## Legislação brasileira
A lei que regulamenta as assembleias de condomínio no Brasil é a Lei nº 4.591/64, conhecida como a Lei das Incorporações Imobiliárias. Ela estabelece as regras para a convocação, realização e deliberações das assembleias de condomínio, bem como os direitos e deveres dos condôminos e síndicos. 
Além disso, a Lei nº 10.931/04 também estabelece normas para as assembleias de condomínio, especialmente no que diz respeito às cotas de participação dos condôminos.
De acordo com o Código Civil, principal documento legal para a vida nos condomínios, o sindico deve convocar ao menos uma assembleia por ano. Se o síndico não convocar a assembleia, um quarto dos condôminos pode fazê-lo.

## Fração ideal
Os assuntos são votados respeitando a proporção das frações de rateio de cada condômino. Essa divisão é conhecida como fração ideal.
Salvo em poucas situações, o condômino ausente será obrigado a respeitar as decisões tomadas em assembleia. 
Geralmente, os condôminos que não estão em dia com suas obrigações não podem votar e os inquilinos só podem votar em assuntos que alteram a contribuição que lhes competem (que são aquelas originadas pelo rateio de despesas ordinárias). 

## Ata da Assembleia
Para serem votados, os assuntos devem estar explícitos na convocação. As decisões e todos os acontecimentos são narrados em um documento chamado ata da assembleia. Duas pessoas, condôminos ou não, devem ser eleitas como secretário e presidente para conduzir a assembleia e redigir a ata, os quais também devem assina-la. 
Esse documento pode ser registrado em cartório para ter validade contra terceiros.